# 니콜라이 하비불린
니콜라이 알렉산드로비치 하비불린(러시아어: Никола́й Алекса́ндрович Хабибу́лин, 1973년 1월 13일~)은 러시아의 아이스하키 선수이다. 포지션은 골텐더로 내셔널 하키 리그(NHL)의 위니펙 제츠, 피닉스 카이오티스, 탬파베이 라이트닝, 시카고 블랙호크스, 에드먼턴 오일러스 소속으로 활약했다. 2004년에 탬파베이 라이트닝 소속으로 스랜리 컵을 차지하며 러시아인 골텐더로는 최초로 NHL에서 우승을 차지했으며, 2020년에 안드레이 바실렙스키가 출전하기 전까지 스탠리 컵 파이널에 진출한 유일한 러시아인 골텐더이다. 그는 NHL 통산 799경기를 뛰었으며, NHL 올스타에 4회 선정되었다.
국제 대회에 러시아 국가대표팀의 일원으로 활동했다. 그는 1992년 동계 올림픽과 2002년 동계 올림픽에서 각각 금메달과 동메달을 획득했으며, 2002년 올림픽 당시 대회 최우수 골텐더로 선정되었다. 
은퇴 후에는 골텐더 코치가 되었으며, 러시아 청소년 대표팀과 러시아 대표팀, 러시아 대표팀 2군 골텐더 코치를 거쳐 현재 콘티넨탈 하키 리그(KHL)의 팀인 토르페도 니즈니노브고로드의 골텐더 코치를 맡고 있다.